# Salzburger Marionettentheater

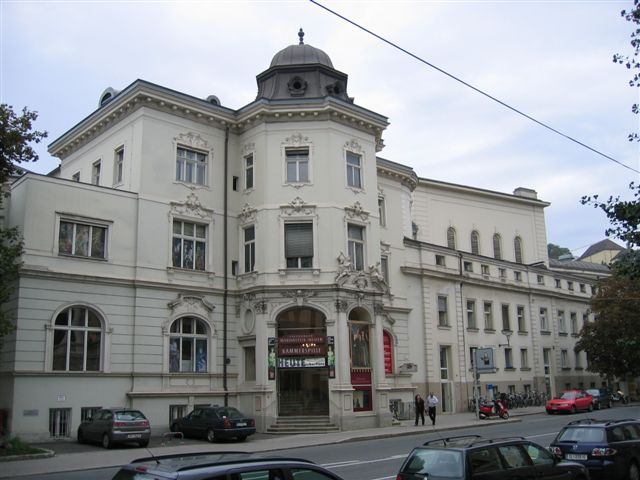
Linke Hälfte des Gebäudekomplexes: ehemaliges Hotel Mirabell – Spielstätte des Salzburger Marionettentheaters

Logo

Das Salzburger Marionettentheater ist ein seit 1913 bestehendes Figurentheater, das seinen Sitz seit 1971 in der Schwarzstraße 24 in Salzburg hat. Zu seinem Repertoire zählen abendfüllende Musiktheater- und Schauspielproduktionen sowie familiengerechte Kurzvorstellungen und Märchen.

## Geschichte
Anton Aicher (1859–1930), Bildhauer aus der Steiermark, hatte den Wunsch, nach Vorbild des Münchner Marionettentheaters von Josef Leonhard Schmid ein eigenes Theater in Salzburg zu gründen. Als Leiter der Bildhauerklasse der Staatsgewerbeschule in Salzburg errichtete er mit einigen Studierenden im Atelier des Salzburger Künstlerhauses eine erste Marionettenbühne. Dabei entwickelte er anhand von zunächst nur 20–30 cm großen Figuren ein spezielles Spielkreuz, das bis heute im Theater verwendet wird.
Der erste öffentliche Auftritt des Salzburger Marionettentheaters fand am 27. Februar 1913 mit Wolfgang Amadeus Mozarts Singspiel Bastien und Bastienne statt; bereits im Herbst desselben Jahres folgte die erste Gastspielreise. Das Repertoire wurde fortan um weitere kleine Opern, aber auch um Stücke Franz von Poccis erweitert, in denen der Salzburger Kasperl im Mittelpunkt stand. Mit seinem charakteristischen Auftreten wurde er zum Inbegriff des Salzburger Marionettentheaters.
1926 übergab Anton Aicher das Marionettentheater als Hochzeitsgeschenk an seinen Sohn Hermann (1902–1977). Die Bühne – mittlerweile im alten Borromäum situiert – wurde technisch ausgebaut. In den nächsten Jahren folgten Gastspielreisen nach Hamburg, Wien und Holland, eine Balkan-Tournee nach Istanbul, Sofia und Athen sowie Auftritte in Moskau und Leningrad. Angesichts des damit wachsenden Publikums wurden größere Figuren gefertigt; internationale Anerkennung fand der „Sterbende Schwan“, eine Marionette nach dem Vorbild der Ballerina Anna Pawlowa. Auf der Pariser Weltausstellung 1937 erhielten die Salzburger Marionetten die Goldmedaille.
In der Zeit des Nationalsozialismus wurde das Marionettentheater als Fronttheater in Norwegen, später auch Polen, Russland und Rumänien eingesetzt. Als Hermann Aicher 1944 zum Militär eingezogen wurde, musste das Theater vorübergehend schließen.
Nach Kriegsende wurde der Spielbetrieb sogleich wieder aufgenommen, und 1947 folgte das erste deutschsprachige Gastspiel nach Kriegsende im Pariser Théâtre des Champs-Élysées. Als die Spielstätte im Borromäum 1950 wegen Baufälligkeit gesperrt wurde und so zahlreiche Inszenierungen nicht mehr gespielt werden konnten, fand eine Neuorientierung statt: Durch innovative Aufnahmetechniken und kommerzielle Tonbandaufnahmen konnten große Opern und Stücke in verschiedenen Sprachen inszeniert und auch auf ausgedehnten Reisen nach Amerika und Asien gezeigt werden. Wolfgang Amadeus Mozarts Die Zauberflöte, bis heute im Repertoire des Theaters, kam 1952 in Boston zur Premiere.
Der Schwerpunkt des Repertoires verlagerte sich zunehmend auf die Opern Mozarts (u. a. Die Entführung aus dem Serail, Don Giovanni). Sie und alle weiteren Produktionen der Jahre 1952–1991 wurden vom Bühnenbildner Günther Schneider-Siemssen ausgestattet. 1971 wurde schließlich das Haus in der Schwarzstraße, bis heute fester Sitz des Marionettentheaters, mit Gioachino Rossinis Il barbiere di Siviglia eingeweiht.
Nachdem Hermann Aicher 1977 unerwartet gestorben war, übernahm seine Tochter Gretl das Theater. Unter ihrer Leitung wurden die noch fehlenden Da-Ponte-Opern Mozarts Le nozze di Figaro und Così fan tutte erarbeitet, dazu kamen Inszenierungen zu Peter Tschaikowskis Der Nussknacker und Jacques Offenbachs Les Contes d’Hoffmann. Außerdem folgten erste Koproduktionen mit den Salzburger Festspielen sowie dem Salzburger Landestheater.
Im neuen Jahrtausend wurde das Repertoire in verschiedene Richtungen erweitert: Zu traditionellen Operninszenierungen wie Humperdincks Hänsel und Gretel traten mit Wagners Der Ring des Nibelungen oder Beethovens Fidelio innovative szenische Konzepte; mit Rodgers und Hammersteins The Sound of Music wurde 2007 erstmals ein Broadway-Musical auf der Marionettenbühne erarbeitet. Daneben wurde der Bereich Sprechtheater mit Shakespeares Ein Sommernachtstraum, Carrolls Alice im Wunderland oder De Saint-Exupérys Der kleine Prinz sowie verschiedenen Märchenproduktionen ausgebaut.
Nachdem 2012 mit dem Tod Gretl Aichers die 100-jährige Inhaberschaft der Familie Aicher endete, wurde die Gesellschaft von Barbara Heuberger geleitet; 2020 übernahm Susanne Tiefenbacher die Geschäftsführung.

## Spielstätte
Das Gebäude in der Schwarzstraße zwischen Landestheater und Mozarteum, in dem das Salzburger Marionettentheater seit 1971 seinen festen Sitz hat, wurde 1891 von der Gräflichen Arco-Zinnebergischen Brauerei Kaltenhausen als „Restaurations- und Saalgebäude“ errichtet (Architekt: Carl Demel, Baumeister: Valentin Ceconi). 1897 wurde das Gebäude zum Hotel Mirabell umgebaut, in dem der Schriftsteller James Joyce während seines fünf Wochen dauernden Salzburg-Aufenthaltes im Sommer 1928 logierte. Nach dem Zweiten Weltkrieg bis 1968 befand sich hier ein Casino. Beim Umbau zum Marionettentheater ab 1970 wurde der ehemalige Speisesaal zum Zuschauerraum mit Bühne umfunktioniert.

## Spielpraxis
Bereits Anton Aicher, der Gründer des Salzburger Marionettentheaters, entwickelte eine spezielle Führungstechnik, die eine natürliche, menschenähnliche Bewegung der Marionetten ermöglicht und bis heute in Verwendung ist. Das kompakte Spielkreuz setzt sich aus einem T-förmigen Element, an dem Torso und Beine der Figur befestigt sind, einem Dreieck für den Kopf und einer Stange für die Arme zusammen.
Die Spielpraxis des Salzburger Marionettentheaters wurde 2016 zum Immateriellen UNESCO-Kulturerbe (Liste Österreich) ernannt.

## Video
1994–1995 wurden die Inszenierungen zu fünf Opern Wolfgang Amadeus Mozarts (Die Entführung aus dem Serail, Le nozze di Figaro, Don Giovanni, Così fan tutte und Die Zauberflöte) für Fernsehen und Video mit Sir Peter Ustinov als Erzähler aufgenommen. Seit Anfang 2021 wird das gesamte Repertoire des Theaters aufgezeichnet und sukzessive über die Streaming-Plattform myfidelio öffentlich bereitgestellt.

## Produktionen (Auswahl)
| Komponist/Autor                                   | Titel                                                 | Premiere  | Regie                                                                          |
| ------------------------------------------------- | ----------------------------------------------------- | --------- | ------------------------------------------------------------------------------ |
| Wolfgang Amadeus Mozart                           | Die Zauberflöte                                       | 1952      | Géza Rech, NI 2015: Thomas Reichert                                            |
| Johann Strauß (Sohn)                              | Die Fledermaus                                        | 1954      | Adi Fischer                                                                    |
| Gioachino Rossini                                 | Il barbiere di Siviglia (Der Barbier von Sevilla)     | 1971      | Wolf-Dieter Ludwig, NI 2014: Philippe Brunner                                  |
| Peter Iljitsch Tschaikowski                       | Der Nussknacker                                       | 1978      | Klaus Gmeiner, NI 2017: Philippe Brunner, Michaela Obermayr, Johannes Stepanek |
| Jacques Offenbach                                 | Les Contes d'Hoffmann (Hoffmanns Erzählungen)         | 1985      | Wolf-Dieter Ludwig, NI 2019: Philippe Brunner                                  |
| Sergei Prokofjew                                  | Peter und der Wolf                                    | 1998      | Grete Lindinger                                                                |
| William Shakespeare                               | Ein Sommernachstraum                                  | 2001      | Hinrich Horstkotte                                                             |
| Engelbert Humperdinck                             | Hänsel und Gretel                                     | 2003      | Hinrich Horstkotte                                                             |
| Richard Rodgers, Oscar Hammerstein                | The Sound of Music                                    | 2007      | Richard Hamburger                                                              |
| Claude Debussy                                    | La boîte à joujoux (Die Spielzeugschachtel)           | 2010      | Hinrich Horstkotte                                                             |
| Richard Wagner                                    | Der Ring des Nibelungen                               | 2012      | Carl Philip von Maldeghem                                                      |
| Brüder Grimm                                      | Schneewittchen                                        | 2013 (NI) | Hinrich Horstkotte                                                             |
| Lewis Carroll                                     | Alice im Wunderland                                   | 2013      | Hinrich Horstkotte                                                             |
| Robert Schumann                                   | Papillons                                             | 2014      | Thomas Reichert                                                                |
| Brüder Grimm                                      | Rotkäppchen (in Verbindung mit Peter und der Wolf)    | 2015      | Philippe Brunner, Michaela Obermayr                                            |
| Antoine de Saint-Exupéry                          | Der kleine Prinz                                      | 2016      | Alexandra Liedtke                                                              |
| Brüder Grimm                                      | Rumpelstilzchen                                       | 2017 (NI) | Thomas Reichert                                                                |
| Ludwig van Beethoven                              | Fidelio                                               | 2019      | Thomas Reichert                                                                |
| Mit Musik von Wolfgang Amadeus Mozart             | Pùnkitititi!                                          | 2020      | Doug Fitch                                                                     |
| Mit Musik von Wolfgang Amadeus Mozart             | Der alte Baum – oder: Franzis Reise zum Ende der Welt | 2023      | Paul Schweinester                                                              |
| Francis Poulenc, Alan Ridout, Camille Saint-Saëns | Karneval der Tiere. Eine animalische Trilogie         | 2023      | Lisa Stumpfögger, Philippe Brunner, Matthias Bundschuh                         |
| Nikolai Rimski-Korsakow                           | Mozart und Salieri                                    | 2024      | Matthias Bundschuh                                                             |
| William Shakespeare                               | Romeo und Julia                                       | 2024      | Thomas Reichert                                                                |